# Kathiawar

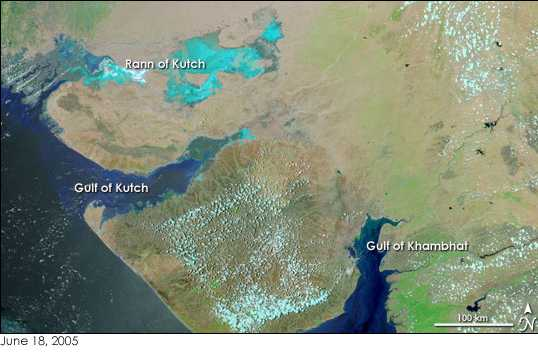
A península de Kathiawar

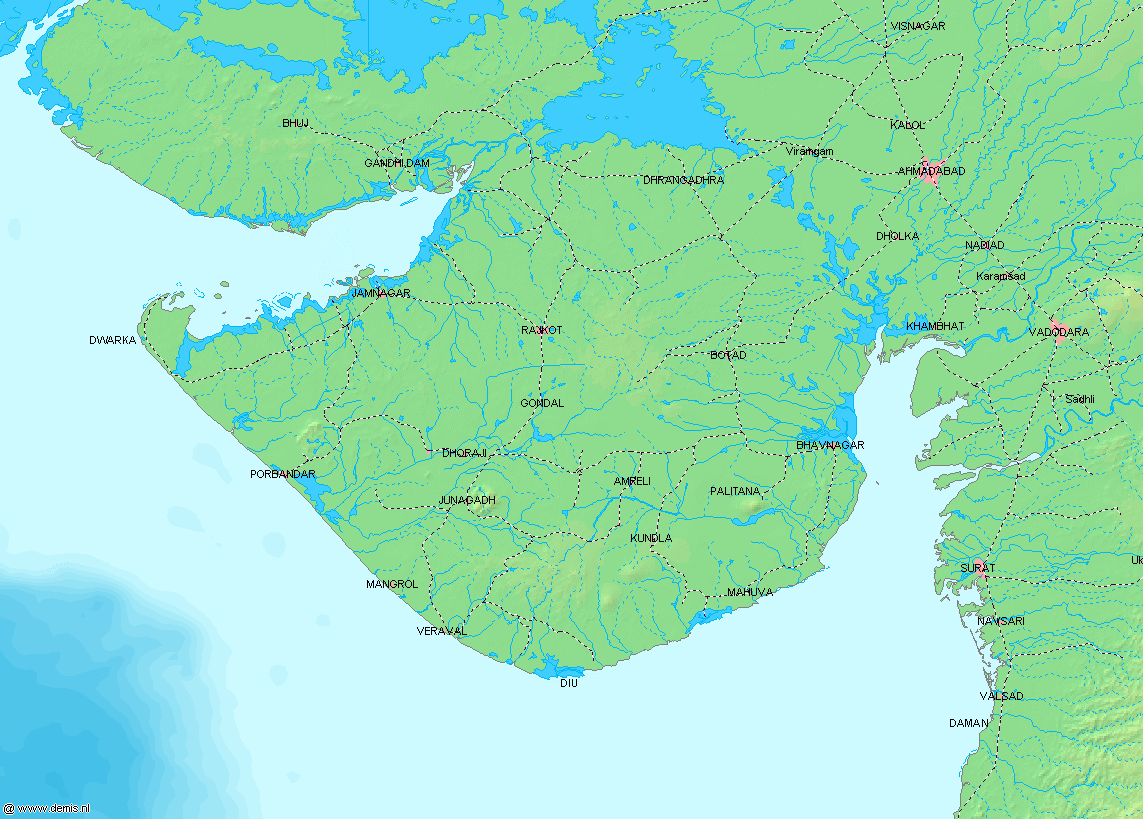
Mapa físico da península

Kathiawar ou península de Kathiawar (em gujarati:  કાઠીયાવાડ, em hindi:  काठियावाड़) é uma península do noroeste da Índia, no estado de Gujarate. Limita a sudoeste com o mar Arábico, a noroeste com o golfo de Kutch, a sudeste com o golfo de Cambaia e a norte com o Rann de Kutch, o grande deserto que segundo o ciclo das estações se converte num grande pântano. A península tem uma área de 59570 km².

## Demografia
As cidades principais de Kâthiâwar são:
- Jamnagar no golfo de Kutch,
- Râjkot no centro da península,
- Bhavnagar no golfo de Cambaia,
- Porbandar na costa ocidental.

No extremo ocidental da península situa-se a cidade santa de Dwarka.
Diu, cidade-ilha que fez parte da Índia Portuguesa, fica na costa sul da península de Kathiawar.